# ブラム・ファン・フレルケン
ブラム・ファン・フレルケン（Bram van Vlerken、1995年10月7日）は、オランダ・ヘルモント出身のサッカー選手。ヘルモント・スポルト所属。ポジションはDF。

## クラブ経歴
2011年に地元クラブであるヘルモント・スポルトからPSVアイントホーフェンの下部組織に加入し、2014年2月28日のエールステ・ディヴィジアルメレ・シティFC戦でプロデビューを果たした。
ヨングPSVでの活躍からNACブレダなどが獲得に興味を示したが、アルメレ・シティFCに4年契約で移籍した。
2022年4月12日、ヘルモント・スポルトに2年契約で移籍した。